# これが青春だ!
『これが青春だ!』（これがせいしゅんだ）は、1966年に公開された東宝および宝塚映画製作所（現在の宝塚映像）共同製作、夏木陽介主演の日本映画である。

## 概要
東宝が日本テレビで放送していたテレビドラマ『青春とはなんだ』を映画化したもの。テレビドラマで監督デビューしていた松森健の初映画監督作品。青春学園シリーズとして続けて『でっかい太陽』と『燃えろ!太陽』が制作された。併映は『ゴジラ・エビラ・モスラ 南海の大決闘』。
なお、この映画の公開時にはテレビでは竜雷太主演による『これが青春だ』（タイトルに「!」がない）が放映されており、しばしば『これが青春だ』の映画化作品と思われて混同されてしまうが、内容的にはまったく別物である。
1965年10月から1年間、日本テレビ系列で放送され大人気となった夏木陽介主演の『青春とはなんだ』をテレビ版のメインスタッフ、キャストによって映画化された青春学園映画。このテレビドラマは、もともと石原慎太郎原作で、1965年に石原裕次郎主演により日活で映画化されていたものであった。よって、映画化に際しては、テレビのメインライターであった須崎勝弥によるテレビ版のオリジナルストーリーを土台にやはりテレビ版を監督した松森健によって撮られた。メインキャストもテレビ版の夏木陽介や藤山陽子のほかテレビでブレイクした生徒たちも出演した。なお映画版は、脚本監修・石原慎太郎となり、登場人物の役名も主役の野々村健介が由木真介（「でっかい太陽」「燃えろ!太陽」もこれを踏襲）など映画独自なものに代えられている。主題歌は、布施明の歌うテレビ版『青春とはなんだ』の「若い明日」と「貴様と俺」がそのまま使われた。
テレビ版『青春とはなんだ』における須崎勝弥脚本の第13話「危険な年輪」、第14話「フェアプレイ」、第25話「どろんこ作戦」などのエピソードが随所に使われている。
森山高校のロケは兵庫県三田市でおこなわれ、劇中の森山高校は三田学園が使われた。
東宝ビデオから、本作を収録したVHSビデオ（製品番号：TG1198）が発売された。このビデオの説明文でも、テレビ版の『これが青春だ』の劇場版であるかのような誤った記述がされていた。

## ストーリー
地方の森山高校に赴任してきた英語教師・由木真介は、スポーツカーで学校のグランドに乗り付けて驚いて出てきた生徒たちに赴任の挨拶をしてしまうという型破りな男である。しかも校舎から顔を出している校長をはじめとする同僚教師たちに次々と渾名をつけてしまう始末。また劣等生揃いで廃部寸前のラグビー部の部長を自ら名乗り出て引き受ける。持ち前のバイタリティで鬱屈した雰囲気だった学校を明るくさせていく姿に同僚の女教師や校医の女医、お寺の和尚といった人々も応援するのだった。そんな中で真介は、高木・柴田コンビが隣町の太田高校の男子生徒の制服ボタンを99個奪い取っていたことに対して仕返しにきた太田高校番長・松本も言い含めてラグビーでの試合で解決させることにする。さらに無理やりバー勤めをさせられている太田高校女生徒・香代も匿うことになった真介は、教頭らの追求を受ける破目になり、ラグビー部の試合を目前に窮地に陥るのだった。

## 出演
- 夏木陽介 - 由木真介（英語教師）
- 藤山陽子 - 永井明子
- 団令子 - 矢吹礼子
- 佐藤允 - 大田高陣之内部長
- 黒沢年男 - 太田高校の不良・松本
- 三木のり平 - 帝釈寺の三休和尚
- 藤木悠 - 中川先生
- 十朱久雄 - 校長
- 田中春男 - 黒井教頭
- 南都雄二 - 永井警察署長
- 早崎文司 - 警官
- 豊浦美子 - 野村美子
- 岡田可愛 - 佐々愛子
- 土田早苗 - 田代早苗
- 酒井和歌子 - 香代
- 矢野間啓治 - 柴田勇作
- 木村豊幸 - 高木良吉
- 関戸純方 - ラグビー部キャプテン・林
- 柴田昌宏 - ラグビー部員・池上
- 大沢健三郎 - ラグビー部員・三原
- 井上博之 - 太田高校ラグビー部員
- 馬場添良一 - 太田高校ラグビー部員
- 布施明 - 森山高校生徒
- 佐藤蛾次郎 - ラグビー部員　ノンクレジット